# Libro de las estampas
El Libro de las estampas, conocido también como Libro de los testamentos de los reyes de León, es un códice medieval de finales del siglo XII o principios del siglo XIII conservado en el Archivo de la catedral de León (España). Recibe su nombre por contener retratos de varios reyes de León y la condesa Sancha, figuras nobiliarias que contribuyeron con sus donaciones a la construcción de la Catedral de León en (España). 

## Descripción
El texto que contiene los testamentos de diferentes reyes de León, comprende un conjunto de 25 documentos históricos de alto valor jurídico, entre ellos una descripción de la diócesis del Reino de León tras las invasión árabe de la península ibérica. La espléndida decoración miniada incluye los retratos de siete reyes de León - Ordoño II, Ordoño III, Ramiro III, Bermudo II, Fernando I, Alfonso V, Alfonso VI - y una estampa que muestra la escena del asesinato de la condesa Sancha Muñiz a manos de su sobrino.

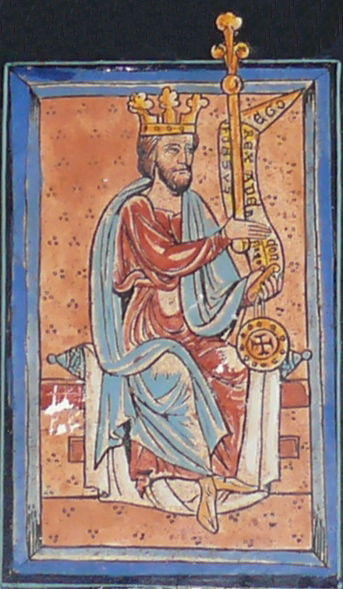

## Contexto histórico
El códice que se conserva en los archivos de la Catedral de León (España), fue robado en el año 1969, siendo redescubierto ocho años más tarde en manos de un anticuario de la República Federal de Alemania. Fue devuelto a su ubicación original en el año 1977. En 1981 se publicó una edición facsímil para coleccionistas, compuesta por 2500 ejemplares.